# قمری تیره
قُمری تیره (نام علمی: Streptopelia lugens) نام یک گونه از سرده قمری‌ها است.